# Temporada 1973-74 de l'NBA
La temporada 1973-74 de l'NBA fou la 28a en la història de l'NBA. Boston Celtics fou el campió després de guanyar a Milwaukee Bucks per 4-3.

## Classificacions

### Conferència Est
| Equip              | V  | D  | %V   | P  |
| ------------------ | -- | -- | ---- | -- |
| Boston Celtics C   | 56 | 26 | ,683 | -  |
| New York Knicks    | 49 | 33 | ,598 | 7  |
| Buffalo Braves     | 42 | 40 | ,512 | 14 |
| Philadelphia 76ers | 25 | 57 | ,305 | 31 |

| Equip               | V  | D  | %V   | P  |
| ------------------- | -- | -- | ---- | -- |
| Capital Bullets     | 47 | 35 | ,573 | -  |
| Atlanta Hawks       | 35 | 47 | ,427 | 12 |
| Houston Rockets     | 32 | 50 | ,390 | 15 |
| Cleveland Cavaliers | 29 | 53 | ,354 | 18 |

### Conferència Oest
| Equip                   | V  | D  | %V   | P  |
| ----------------------- | -- | -- | ---- | -- |
| Milwaukee Bucks         | 59 | 23 | ,720 | -  |
| Chicago Bulls           | 54 | 28 | ,659 | 5  |
| Detroit Pistons         | 52 | 30 | ,634 | 7  |
| Kansas City-Omaha Kings | 33 | 49 | ,402 | 26 |

| Equip                  | V  | D  | %V   | P  |
| ---------------------- | -- | -- | ---- | -- |
| Los Angeles Lakers     | 47 | 35 | ,573 | -  |
| Golden State Warriors  | 44 | 38 | ,537 | 3  |
| Seattle SuperSonics    | 36 | 46 | ,439 | 11 |
| Phoenix Suns           | 30 | 52 | ,366 | 17 |
| Portland Trail Blazers | 27 | 55 | ,329 | 20 |

* V: Victòries
* D: Derrotes
* %V: Percentatge de victòries
* P: Diferència de partits respecte al primer lloc
* C: Campió

## Estadístiques
| Categoria                   | Jugador          | Equip              | Mitjana/% |
| --------------------------- | ---------------- | ------------------ | --------- |
| Punts per partit            | Bob McAdoo       | Buffalo Braves     | 30,6      |
| Rebots per partit           | Elvin Hayes      | Capital Bullets    | 18,1      |
| Assistències per partit     | Ernie DiGregorio | Buffalo Braves     | 8,2       |
| Taps per partit             | Elmore Smith     | Los Angeles Lakers | 4,85      |
| Percentatge de tirs de camp | Bob McAdoo       | Buffalo Braves     | 54,7      |
| Percentatge de tirs lliures | Ernie DiGregorio | Buffalo Braves     | 90,2      |

## Premis
- MVP de la temporada
  -  Kareem Abdul-Jabbar (Milwaukee Bucks)

- Rookie de l'any
  -  Ernie DiGregorio (Buffalo Braves)

- Entrenador de l'any
  -  Ray Scott (Detroit Pistons)

- Primer quintet de la temporada
  - Walt Frazier, New York Knicks
  - Rick Barry, Golden State Warriors
  - Gail Goodrich, Los Angeles Lakers
  - John Havlicek, Boston Celtics
  - Kareem Abdul-Jabbar, Milwaukee Bucks

- Segon quintet de la temporada
  - Spencer Haywood, Seattle SuperSonics
  - Elvin Hayes, Baltimore Bullets
  - Bob McAdoo, Buffalo Braves
  - Dave Bing, Detroit Pistons
  - Norm Van Lier, Chicago Bulls

- Millor quintet de rookies
  - Ernie DiGregorio, Buffalo Braves
  - Nick Weatherspoon, Capital Bullets
  - Mike Bantom, Phoenix Suns
  - John Brown, Atlanta Hawks
  - Ron Behagen, Kansas City-Omaha Kings

- Primer quintet defensiu
  - Dave DeBusschere, New York Knicks
  - John Havlicek, Boston Celtics
  - Kareem Abdul-Jabbar, Milwaukee Bucks
  - Norm Van Lier, Chicago Bulls
  - Walt Frazier, New York Knicks (empat)
  - Jerry Sloan, Chicago Bulls (empat)

- Segon quintet defensiu
  - Elvin Hayes, Capital Bullets
  - Bob Love, Chicago Bulls
  - Don Chaney, Boston Celtics
  - Nate Thurmond, Golden State Warriors
  - Dick Van Arsdale, Phoenix Suns (empat)
  - Jim Price, Los Angeles Lakers (empat)